# Élections cantonales de 2004 en Corse-du-Sud
Les élections cantonales ont eu lieu les 21 et 28 mars 2004.
Lors de ces élections, 11 des 22 cantons de la Corse-du-Sud ont été renouvelés. Elles ont vu l'élection de la majorité UMP dirigée par Roland Francisci, succédant à Noël Sarrola, président divers gauche du conseil général depuis 2001.

## Résultats à l’échelle du département
Répartition départementale des résultats (2e tour).
- PCF (6,53 %)
- PRG (11,28 %)
- DVG (3,99 %)
- Régionalistes (14,25 %)
- UMP (16,13 %)
- DVD (47,81 %)

| Étiquette      | Étiquette                          | Premier tour | Premier tour | Second tour | Second tour | Sièges |
| Étiquette      | Étiquette                          | Voix         | %            | Voix        | %           | Sièges |
| -------------- | ---------------------------------- | ------------ | ------------ | ----------- | ----------- | ------ |
|                | Parti radical de gauche            | 4 106        | 14,15        | 2 130       | 11,28       | 2      |
|                | Parti communiste français          | 3 001        | 10,35        | 1 234       | 6,53        | 0      |
|                | Divers gauche                      | 3 000        | 10,34        | 754         | 3,99        | 1      |
|                | Parti socialiste                   | 288          | 0,99         |             |             |        |
| Gauche         | Gauche                             | 10 395       | 35,83        | 4 118       | 21,80       | 3      |
|                |                                    |              |              |             |             |        |
|                | Divers droite                      | 10 645       | 36,70        | 9 030       | 47,81       | 5      |
|                | Union pour un mouvement populaire  | 3 406        | 11,74        | 3 047       | 16,13       | 3      |
|                | Front national                     | 1 481        | 5,11         |             |             |        |
|                | Union pour la démocratie française | 207          | 0,71         |             |             |        |
| Droite         | Droite                             | 15 739       | 54,26        | 12 077      | 63,94       | 8      |
|                |                                    |              |              |             |             |        |
|                | Régionalistes                      | 2 753        | 9,49         | 2 692       | 14,25       | 0      |
|                |                                    |              |              |             |             |        |
|                | Divers                             | 122          | 0,42         |             |             |        |
|                |                                    |              |              |             |             |        |
| Inscrits       | Inscrits                           | 41 613       | 100,00       | 28 700      | 100,00      |        |
| Abstention     | Abstention                         | 11 299       | 27,15        | 7 943       | 27,68       |        |
| Votants        | Votants                            | 30 314       | 72,85        | 20 757      | 72,32       |        |
| Blancs et nuls | Blancs et nuls                     | 1 305        | 4,30         | 1 870       | 9,01        |        |
| Exprimés       | Exprimés                           | 29 009       | 95,70        | 18 887      | 90,99       |        |

## Résultats par canton

### Canton d'Ajaccio-1
| Candidats      | Candidats           | Étiquette      | Premier tour | Premier tour | Second tour | Second tour |
| Candidats      | Candidats           | Étiquette      | Voix         | %            | Voix        | %           |
| -------------- | ------------------- | -------------- | ------------ | ------------ | ----------- | ----------- |
|                | Philippe Cortey     | DVD            | 1 293        | 29,78        | 3 096       | 100,00      |
|                | José Rossi          | UMP            | 772          | 17,78        | Retrait     | Retrait     |
|                | Noël Pantalacci     | DVD            | 630          | 14,51        | Retrait     | Retrait     |
|                | Antoine Parodin     | DVG            | 613          | 14,12        |             |             |
|                | François Paravisini | DVD            | 347          | 7,99         |             |             |
|                | Louis Deluca        | FN             | 263          | 6,06         |             |             |
|                | Robert Savelli      | PCF            | 228          | 5,25         |             |             |
|                | François Quilichini | PS             | 196          | 4,51         |             |             |
|                |                     |                |              |              |             |             |
| Inscrits       | Inscrits            | Inscrits       | 6 179        | 100,00       | 6 179       | 100,00      |
| Abstention     | Abstention          | Abstention     | 1 602        | 25,93        | 2 279       | 36,88       |
| Votants        | Votants             | Votants        | 4 577        | 74,07        | 3 900       | 63,12       |
| Blancs et nuls | Blancs et nuls      | Blancs et nuls | 235          | 5,13         | 804         | 20,62       |
| Exprimés       | Exprimés            | Exprimés       | 4 342        | 94,87        | 3 096       | 79,38       |

### Canton d'Ajaccio-3
| Candidats      | Candidats                      | Étiquette      | Premier tour | Premier tour | Second tour | Second tour |
| Candidats      | Candidats                      | Étiquette      | Voix         | %            | Voix        | %           |
| -------------- | ------------------------------ | -------------- | ------------ | ------------ | ----------- | ----------- |
|                | François Pieri*                | PRG            | 678          | 24,04        | 1 321       | 46,69       |
|                | Pierre Santoni                 | UMP            | 663          | 23,51        | 1 508       | 53,31       |
|                | Jean Pantalacci                | DVD            | 397          | 14,08        |             |             |
|                | Serge Gori                     | PCF            | 262          | 9,29         |             |             |
|                | Marie-Louise Ottavi            | UDF            | 207          | 7,34         |             |             |
|                | Jean-Paul Carolaggi            | REG            | 192          | 6,81         |             |             |
|                | Marie-Christelle Vitto-Quilici | DVG            | 151          | 5,35         |             |             |
|                | Nicole Ricez                   | FN             | 148          | 5,25         |             |             |
|                | François-Marie Luciani         | SE             | 122          | 4,33         |             |             |
|                |                                |                |              |              |             |             |
| Inscrits       | Inscrits                       | Inscrits       | 4 136        | 100,00       | 4 136       | 100,00      |
| Abstention     | Abstention                     | Abstention     | 1 201        | 29,04        | 1 088       | 26,31       |
| Votants        | Votants                        | Votants        | 2 935        | 70,96        | 3 048       | 73,69       |
| Blancs et nuls | Blancs et nuls                 | Blancs et nuls | 115          | 3,92         | 219         | 7,19        |
| Exprimés       | Exprimés                       | Exprimés       | 2 820        | 96,08        | 2 829       | 92,81       |

*sortant

### Canton d'Ajaccio-4
| Candidats      | Candidats             | Étiquette      | Premier tour | Premier tour | Second tour | Second tour |
| Candidats      | Candidats             | Étiquette      | Voix         | %            | Voix        | %           |
| -------------- | --------------------- | -------------- | ------------ | ------------ | ----------- | ----------- |
|                | Jacques Billard*      | UMP            | 607          | 26,52        | 875         | 36,97       |
|                | Charles Cervetti      | PRG            | 443          | 19,35        | 809         | 34,18       |
|                | Stéphane Vannucci     | DVD            | 337          | 14,72        | 683         | 28,86       |
|                | Jacques Simongiovanni | DVD            | 280          | 12,23        |             |             |
|                | Jean-Marc Antonietti  | DVD            | 247          | 10,79        |             |             |
|                | Nicole Ottavy         | DVG            | 118          | 5,16         |             |             |
|                | Sandra Mariaggi       | FN             | 97           | 4,24         |             |             |
|                | Jean-Marc Orsini      | PS             | 92           | 4,02         |             |             |
|                | Jacqueline Lledo      | PCF            | 68           | 2,97         |             |             |
|                |                       |                |              |              |             |             |
| Inscrits       | Inscrits              | Inscrits       | 3 165        | 100,00       | 3 165       | 100,00      |
| Abstention     | Abstention            | Abstention     | 793          | 25,06        | 681         | 21,52       |
| Votants        | Votants               | Votants        | 2 372        | 74,94        | 2 484       | 78,48       |
| Blancs et nuls | Blancs et nuls        | Blancs et nuls | 83           | 3,50         | 117         | 4,71        |
| Exprimés       | Exprimés              | Exprimés       | 2 289        | 96,50        | 2 367       | 95,29       |

*sortant

### Canton d'Ajaccio-5
| Candidats      | Candidats           | Étiquette      | Premier tour | Premier tour | Second tour | Second tour |
| Candidats      | Candidats           | Étiquette      | Voix         | %            | Voix        | %           |
| -------------- | ------------------- | -------------- | ------------ | ------------ | ----------- | ----------- |
|                | Paul Borelli*       | PCF            | 786          | 29,80        | 1 234       | 46,76       |
|                | Pierre Cau          | DVD            | 493          | 18,69        | 1 405       | 53,24       |
|                | Pierre Bartoli      | DVG            | 327          | 12,40        |             |             |
|                | Christian Peretti   | DVD            | 326          | 12,36        |             |             |
|                | Gilles Landi        | REG            | 262          | 9,93         |             |             |
|                | Jean-Baptiste Paoli | DVD            | 209          | 7,92         |             |             |
|                | Éric Bartoli        | FN             | 174          | 6,60         |             |             |
|                | Michel Peretti      | DVG            | 61           | 2,31         |             |             |
|                |                     |                |              |              |             |             |
| Inscrits       | Inscrits            | Inscrits       | 3 965        | 100,00       | 3 965       | 100,00      |
| Abstention     | Abstention          | Abstention     | 1 216        | 30,67        | 1 150       | 29,00       |
| Votants        | Votants             | Votants        | 2 749        | 69,33        | 2 815       | 71,00       |
| Blancs et nuls | Blancs et nuls      | Blancs et nuls | 111          | 4,04         | 176         | 6,25        |
| Exprimés       | Exprimés            | Exprimés       | 2 638        | 95,96        | 2 639       | 93,75       |

*sortant

### Canton de Bastelica
| Candidats      | Candidats                     | Étiquette      | Premier tour | Premier tour | Second tour | Second tour |
| Candidats      | Candidats                     | Étiquette      | Voix         | %            | Voix        | %           |
| -------------- | ----------------------------- | -------------- | ------------ | ------------ | ----------- | ----------- |
|                | Frédéric Grossi*              | DVD            | 530          | 25,57        | 728         | 33,92       |
|                | Pierre-François Pellegrinetti | DVG            | 461          | 22,24        | 754         | 35,14       |
|                | Jacques Bianchetti            | UMP            | 429          | 20,69        | 664         | 30,94       |
|                | Jean-Michel Casalta           | REG            | 263          | 12,69        |             |             |
|                | Madeleine Rossi-Gelhar        | PCF            | 238          | 11,48        |             |             |
|                | Anne-Toussaint Antona         | DVD            | 132          | 6,37         |             |             |
|                | William Franchi               | FN             | 20           | 0,96         |             |             |
|                |                               |                |              |              |             |             |
| Inscrits       | Inscrits                      | Inscrits       | 2 495        | 100,00       | 2 495       | 100,00      |
| Abstention     | Abstention                    | Abstention     | 383          | 15,35        | 288         | 11,54       |
| Votants        | Votants                       | Votants        | 2 112        | 84,65        | 2 207       | 88,46       |
| Blancs et nuls | Blancs et nuls                | Blancs et nuls | 39           | 1,85         | 61          | 2,76        |
| Exprimés       | Exprimés                      | Exprimés       | 2 073        | 98,15        | 2 146       | 97,24       |

*sortant

### Canton de Bonifacio
| Candidats      | Candidats               | Étiquette      | Premier tour | Premier tour |
| Candidats      | Candidats               | Étiquette      | Voix         | %            |
| -------------- | ----------------------- | -------------- | ------------ | ------------ |
|                | Jean-Baptiste Lantieri* | DVD            | 816          | 50,78        |
|                | Jean-Charles Orsucci    | DVG            | 664          | 41,32        |
|                | Jean-Jacques Burtin     | PCF            | 84           | 5,23         |
|                | Annie Thouseau          | FN             | 43           | 2,68         |
|                |                         |                |              |              |
| Inscrits       | Inscrits                | Inscrits       | 1 985        | 100,00       |
| Abstention     | Abstention              | Abstention     | 319          | 16,07        |
| Votants        | Votants                 | Votants        | 1 666        | 83,93        |
| Blancs et nuls | Blancs et nuls          | Blancs et nuls | 59           | 3,54         |
| Exprimés       | Exprimés                | Exprimés       | 1 607        | 96,46        |

*sortant

### Canton des Deux-Sevi
| Candidats      | Candidats        | Étiquette      | Premier tour | Premier tour |
| Candidats      | Candidats        | Étiquette      | Voix         | %            |
| -------------- | ---------------- | -------------- | ------------ | ------------ |
|                | Nicolas Alfonsi* | PRG            | 1 207        | 86,40        |
|                | André Franchi    | FN             | 190          | 13,60        |
|                |                  |                |              |              |
| Inscrits       | Inscrits         | Inscrits       | 2 540        | 100,00       |
| Abstention     | Abstention       | Abstention     | 949          | 37,36        |
| Votants        | Votants          | Votants        | 1 591        | 62,64        |
| Blancs et nuls | Blancs et nuls   | Blancs et nuls | 194          | 12,19        |
| Exprimés       | Exprimés         | Exprimés       | 1 397        | 87,81        |

*sortant

### Canton de Levie
| Candidats      | Candidats              | Étiquette      | Premier tour | Premier tour |
| Candidats      | Candidats              | Étiquette      | Voix         | %            |
| -------------- | ---------------------- | -------------- | ------------ | ------------ |
|                | Sébastien Rocca Serra* | DVD            | 1 364        | 71,49        |
|                | Jean-Paul Stomboni     | PCF            | 384          | 20,13        |
|                | Paul Tramoni           | FN             | 160          | 8,39         |
|                |                        |                |              |              |
| Inscrits       | Inscrits               | Inscrits       | 2 783        | 100,00       |
| Abstention     | Abstention             | Abstention     | 765          | 27,49        |
| Votants        | Votants                | Votants        | 2 018        | 72,51        |
| Blancs et nuls | Blancs et nuls         | Blancs et nuls | 110          | 5,45         |
| Exprimés       | Exprimés               | Exprimés       | 1 908        | 94,55        |

*sortant

### Canton d'Olmeto
| Candidats      | Candidats               | Étiquette      | Premier tour | Premier tour |
| Candidats      | Candidats               | Étiquette      | Voix         | %            |
| -------------- | ----------------------- | -------------- | ------------ | ------------ |
|                | Paul-Marie Bartoli      | PRG            | 1 778        | 57,60        |
|                | Jean Giraschi           | DVD            | 720          | 23,32        |
|                | Andria Colonna d'Istria | REG            | 589          | 19,08        |
|                |                         |                |              |              |
| Inscrits       | Inscrits                | Inscrits       | 3 737        | 100,00       |
| Abstention     | Abstention              | Abstention     | 567          | 15,17        |
| Votants        | Votants                 | Votants        | 3 170        | 84,83        |
| Blancs et nuls | Blancs et nuls          | Blancs et nuls | 83           | 2,62         |
| Exprimés       | Exprimés                | Exprimés       | 3 087        | 97,38        |

### Canton de Porto-Vecchio
| Candidats      | Candidats                      | Étiquette      | Premier tour | Premier tour | Second tour | Second tour |
| Candidats      | Candidats                      | Étiquette      | Voix         | %            | Voix        | %           |
| -------------- | ------------------------------ | -------------- | ------------ | ------------ | ----------- | ----------- |
|                | Jean-Christophe Angelini       | REG            | 1 447        | 26,86        | 2 692       | 46,33       |
|                | François-Marie Colonna-Cesari* | DVD            | 1 439        | 26,71        | 3 118       | 53,67       |
|                | Charles Colonna d'Istria       | DVD            | 802          | 14,88        |             |             |
|                | Joseph Agostini                | PCF            | 709          | 13,16        |             |             |
|                | Marie-Jeanne Boschi-Andreani   | DVG            | 605          | 11,23        |             |             |
|                | Guy Mariaggi                   | FN             | 386          | 7,16         |             |             |
|                |                                |                |              |              |             |             |
| Inscrits       | Inscrits                       | Inscrits       | 8 761        | 100,00       | 8 760       | 100,00      |
| Abstention     | Abstention                     | Abstention     | 3 141        | 35,85        | 2 457       | 28,05       |
| Votants        | Votants                        | Votants        | 5 620        | 64,15        | 6 303       | 71,95       |
| Blancs et nuls | Blancs et nuls                 | Blancs et nuls | 232          | 4,13         | 493         | 7,82        |
| Exprimés       | Exprimés                       | Exprimés       | 5 388        | 95,87        | 5 810       | 92,18       |

*sortant

### Canton de Zicavo
| Candidats      | Candidats            | Étiquette      | Premier tour | Premier tour |
| Candidats      | Candidats            | Étiquette      | Voix         | %            |
| -------------- | -------------------- | -------------- | ------------ | ------------ |
|                | Roland Francisci*    | UMP            | 935          | 64,04        |
|                | Jean-René Bertoncini | DVD            | 283          | 19,38        |
|                | Jean-Claude Buresi   | PCF            | 242          | 16,58        |
|                |                      |                |              |              |
| Inscrits       | Inscrits             | Inscrits       | 1 867        | 100,00       |
| Abstention     | Abstention           | Abstention     | 363          | 19,44        |
| Votants        | Votants              | Votants        | 1 504        | 80,56        |
| Blancs et nuls | Blancs et nuls       | Blancs et nuls | 44           | 2,93         |
| Exprimés       | Exprimés             | Exprimés       | 1 460        | 97,07        |

*sortant